# Gheorghe Bánffy
Gheorghe Bánffy (gróf losonczi Bánffy György I) (n. 1661 – d. 15 noiembrie 1708, Sibiu, Principatul Transilvaniei) a fost primul guvernator al Transilvaniei (între anii 1691-1708). 